# Thalmannammina
Thalmannammina es un género de foraminífero bentónico de la subfamilia Recurvoidinae, de la familia Ammosphaeroidinidae, de la superfamilia Recurvoidoidea, del suborden Lituolina y del orden Lituolida. Su especie tipo es Haplophragmium subturbinatum. Su rango cronoestratigráfico abarca desde el Albiense (Cretácico inferior) hasta la Actualidad.

## Discusión
Clasificaciones previas incluían Thalmannammina en la superfamilia Haplophragmioidea, así como en el suborden Textulariina del orden Textulariida, o en el orden Lituolida sin diferenciar el suborden Lituolina.

## Clasificación
Thalmannammina incluye a las siguientes especies:
- Thalmannammina anfracta
- Thalmannammina atanasiui
- Thalmannammina gerochi
- Thalmannammina glomata
- Thalmannammina mariensis
- Thalmannammina neocomiensis
- Thalmannammina pacifica
- Thalmannammina plectorecurvoidiformis
- Thalmannammina simpla
- Thalmannammina subturbinatum
- Thalmannammina wiechendorfensis

Otra especie considerada en Thalmannammina es:
- Thalmannammina nana, de posición genérica incierta